# Новинка (Великодвірське сільське поселення)
Новинка (рос. Новинка) — присілок Бокситогорського району Ленінградської області Росії. Входить до складу Великодвірського сільського поселення.
Населення — 3 особи (2012 рік). 